# Woodsia macrospora
Woodsia macrospora är en hällebräkenväxtart som beskrevs av Carl Frederik Albert Christensen och Maxon. Woodsia macrospora ingår i släktet Woodsia och familjen Woodsiaceae. Inga underarter finns listade.